# Ommata guianensis
Ommata guianensis är en skalbaggsart som beskrevs av Peñaherrera och Tavakilian 2004. Ommata guianensis ingår i släktet Ommata och familjen långhorningar. Inga underarter finns listade i Catalogue of Life.